# شينوبي (سلسلة)
شينوبي (بالإنجليزية:Shinobi )و( باليابانية:忍) لعبة يابانية مشهورة، أشتهرت عالمياً، من إنتاج شركة سيجا وبدات لعبة على الآركيد في عام 1987 ومن ثم على الجهاز المنزلي ميجا درايف ، وهي لعبة ممتازة وممتعة لمقاتلة الخصوم النينجا اليابانيين ..

## قائمة ألعاب شينوبي
- شينوبي (الآركيد - 1987 )
- Shadow Dancer (الآركيد - 1989 )
- شادو دانسر: ذا سكريت أف شينوبي  (ميجا درايف - 1990 )
- ثأر شينوبي (ميجا درايف - 1989 )
- The Cyber Shinobi  (ماستر سيستم - 1990 )
- Shinobi (جيم جير - 1991 )
- Shinobi II: The Silent Fury (جيم جير - 1992 )
- شينوبي Ⅲ: ريترن أوف ذا نينجا ماستر (ميجا درايف - 1993 )
- Shinobi Legions أو أسم الأوروبي shinobi x  (ساترن - 1995 )
- Shinobi (بلايستايشن 2 - 2002 )
- Nightshade ( بلايستايشن 2 - 2004 )
- Shinobi (نينتندو 3 دي إس - 2011)
- Shinobi: Art of Vengeance ( نينتندو سويتش - بلاي ستيشن 5 - بلاي ستيشن 4 - إكس بوكس سيريس إكس/إس - ويندوز - 2025)